# Éric Mbangossoum
Éric Mbangossoum, né le 26 mai 2000 à N'Djaména, est un footballeur international tchadien, qui évolue au poste de milieu défensif au Supersport United.

## Biographie

### En club
Éric Mbangossoum évolue au Cameroun en 2017 avec le Racing Bafoussam.
Il est sacré champion du Tchad en 2018 avec l'Elect-Sport. Cette saison, il est aussi élu meilleur joueur du championnat.
Il dispute une saison en première division de Guinée équatoriale avec les Futuro Kings. Son club se classe premier de la première phase en Región Continental mais ne termine qu'à la 4e place de la seconde phase et ne se qualifie pas à une compétition continentale.
Le 13 janvier 2020, il s'engage pour deux saisons et demie en faveur du club marocain de l'Union Touarga. Son club est promu en deuxième division à l'issue de la saison 2019-2020. Pour la saison 2020-2021 de Botola 2, l'UTS termine à une encourageante 4e place.

### En sélection
Mbangossoum est sélectionné pour la première fois en équipe du Tchad en 2019 par Emmanuel Trégoat. Le 5 septembre 2019, il dispute son premier match lors du match aller du premier tour de qualification à la Coupe du monde 2022 perdu 3-1 à domicile face au Soudan. Il est aussi titularisé cinq jours plus tard, lors du match retour, un match nul et vierge menant à l'élimination des Tchadiens.
En octobre 2019, il participe au tour préliminaire de qualification à la CAN 2021. Le Tchad est opposé au Liberia, après une défaite 1-0 à l'aller, les Tchadiens s'imposent sur le même score à N'Djamena et s'imposent aux tirs au but. En phase de poules de qualification, le Tchad termine à la dernière place derrière le Mali, la Guinée et la Namibie avec un seul point. Mbangossoum dispute les quatre premiers matchs avant la disqualification du Tchad en avril 2021 par la FIFA en raison d'interférences politiques avec la fédération.

## Matchs internationaux
| Matchs internationaux d'Éric Mbangossoum | Matchs internationaux d'Éric Mbangossoum | Matchs internationaux d'Éric Mbangossoum               | Matchs internationaux d'Éric Mbangossoum | Matchs internationaux d'Éric Mbangossoum | Matchs internationaux d'Éric Mbangossoum | Matchs internationaux d'Éric Mbangossoum                                |
| #                                        | Date                                     | Lieu                                                   | Adversaire                               | Résultat                                 | Compétition                              | Notes                                                                   |
| ---------------------------------------- | ---------------------------------------- | ------------------------------------------------------ | ---------------------------------------- | ---------------------------------------- | ---------------------------------------- | ----------------------------------------------------------------------- |
| 1                                        | 5 septembre 2019                         | Stade omnisports Idriss-Mahamat-Ouya, N'Djaména, Tchad | Soudan                                   | 1 - 3                                    | Qualifications à la Coupe du monde 2022  | Titulaire.                                                              |
| 2                                        | 10 septembre 2019                        | Stade Al-Merreikh, Omdourman, Soudan                   | Soudan                                   | 0 - 0                                    | Qualifications à la Coupe du monde 2022  | Titulaire.                                                              |
| 3                                        | 9 octobre 2019                           | Samuel Kanyon Doe Sports Complex, Monrovia, Liberia    | Liberia                                  | 1 - 0                                    | Qualifications à la CAN 2021             | Titulaire et remplacé par Béchir Séid à la 86e minute de jeu.           |
| 4                                        | 13 octobre 2019                          | Stade omnisports Idriss-Mahamat-Ouya, N'Djaména, Tchad | Liberia                                  | 1 - 0                                    | Qualifications à la CAN 2021             | Titulaire.                                                              |
| 5                                        | 13 novembre 2019                         | Stade Sam Nujoma, Windhoek, Namibie                    | Namibie                                  | 2 - 1                                    | Qualifications à la CAN 2021             | Titulaire et remplacé par Edgar Mingandji à la 84e minute de jeu.       |
| 6                                        | 17 novembre 2019                         | Stade omnisports Idriss-Mahamat-Ouya, N'Djaména, Tchad | Mali                                     | 2 - 0                                    | Qualifications à la CAN 2021             | Titulaire.                                                              |
| 7                                        | 11 novembre 2020                         | Stade du 28-Septembre, Conakry, Mali                   | Guinée                                   | 1 - 0                                    | Qualifications à la CAN 2021             | Titulaire.                                                              |
| 8                                        | 15 novembre 2020                         | Stade omnisports Idriss-Mahamat-Ouya, N'Djaména, Tchad | Guinée                                   | 1 - 1                                    | Qualifications à la CAN 2021             | Titulaire et exclu à la 88e minute de jeu pour un second avertissement. |

## Palmarès

### En club
Elect-Sport
- Champion du Tchad en 2018 (en)

### Distinction personnelle
- Élu meilleur joueur du championnat du Tchad en 2018 (en) (avec l'Elect-Sport)